# Jüdischer Friedhof (Setterich)

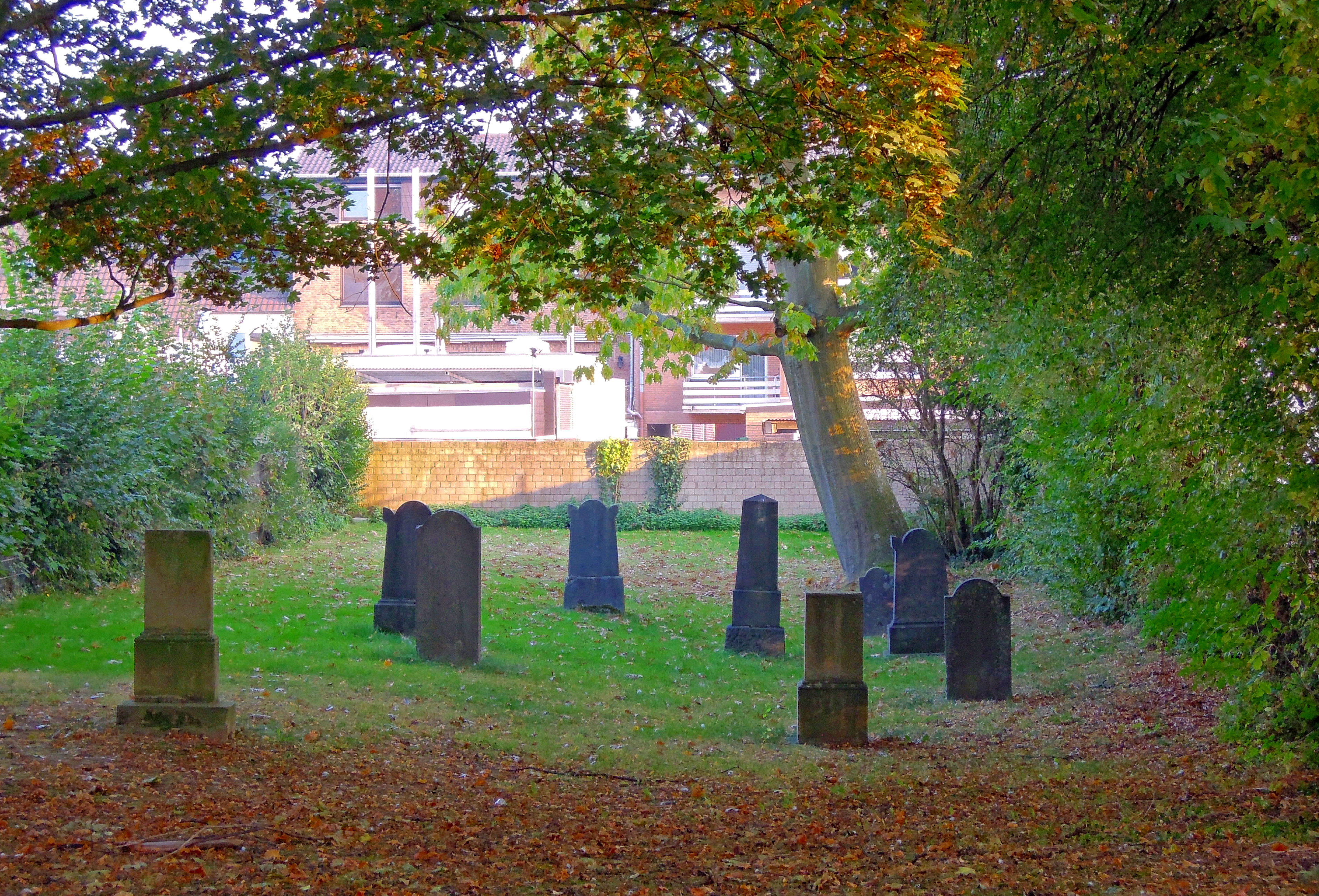
Jüdischer Friedhof in Setterich

Der Jüdische Friedhof Setterich liegt im Ortsteil Setterich der Stadt Baesweiler in der Städteregion Aachen (Nordrhein-Westfalen).
Der jüdische Friedhof wurde von 1833 bis 1941 belegt. Es sind noch zehn Grabsteine (Mazewot) vorhanden.